# Baby Goodbye
Baby Goodbye är en poplåt skriven av Danny Saucedo, Oscar Görres, Erik Segerstedt och Mattias Andréasson, och framförd av E.M.D. i Melodifestivalen 2009. Låten deltog i den tredje deltävlingen i Ejendals Arena i Leksand den 21 februari 2009, och gick vidare till final där den slutade på tredje plats. Låten är producerad av Oscar Görres.
Singeln toppade den svenska singellistan under perioden 13-27 mars 2009.
Melodin testades på Svensktoppen, där den gick in den 19 april 2009  och sedan låg kvar i två veckor.
I Dansbandskampen 2009 framfördes låten av Highlights, då EMD var kvällens tema i deltävlingens andra omgång. Freddie Wadling gjorde även en tolkning av låten i Så mycket bättre 2016.

## Listplaceringar
| Lista (2009) | Topplacering |
| ------------ | ------------ |
| Sverige      | 1            |